# Cyrtochilum flexuosum
Cyrtochilum flexuosum es una especie de orquídeas.  Las especies de Cyrtochilum han sido segregadas del género Oncidium debido a sus largos rizomas con espaciados pseudobulbo con 3 o 4 pares de largas hoja alrededor de la base, con una inflorescencia con muchas flores de gran tamaño.

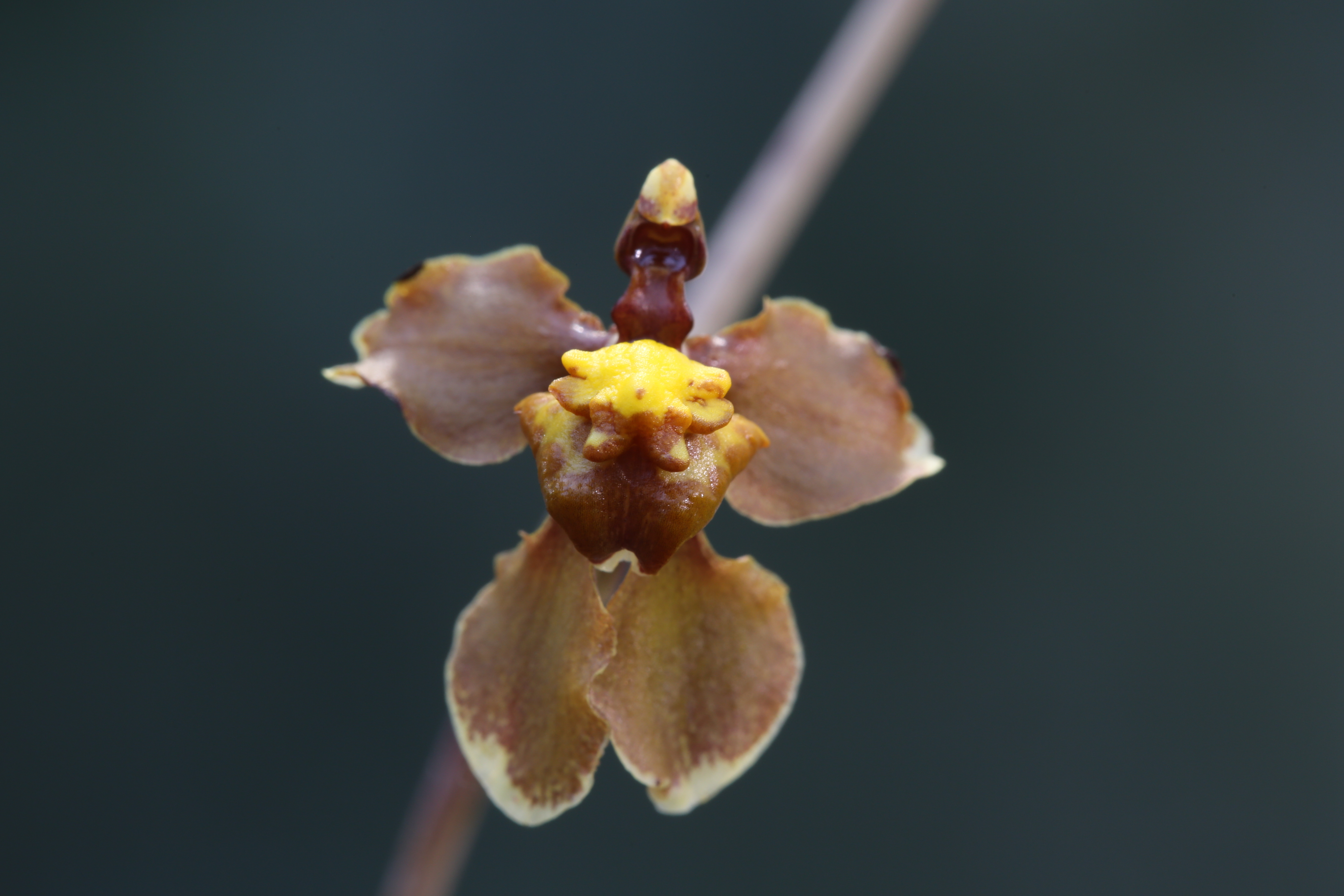
Flor

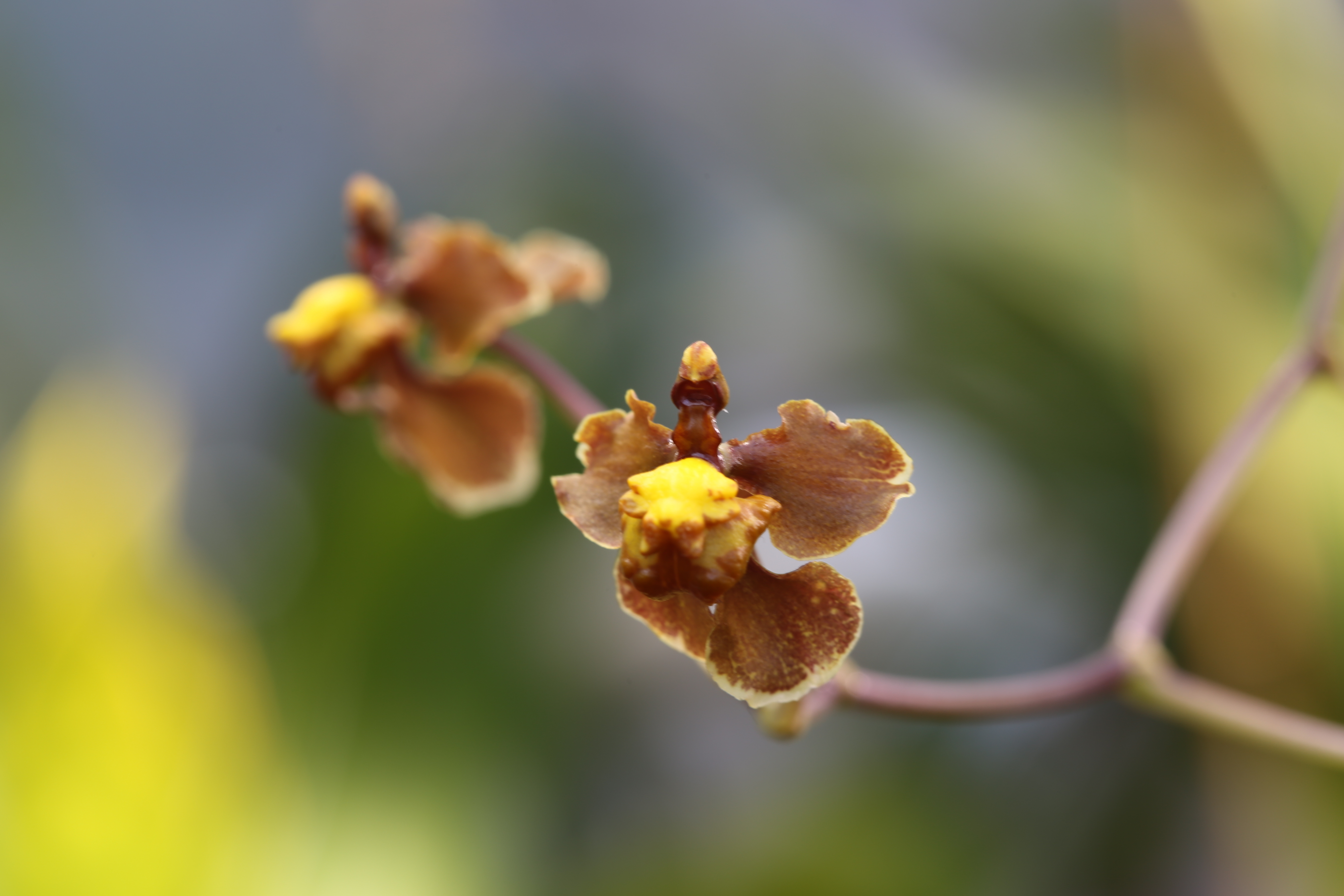
Detalle

## Descripción
Son orquídeas de mediano tamaño con hábitos de epifita,  con pseudobulbos de color verde claro, comprimidos lateralmente, profundamente y longitudinalmente ranuradas envueltos parcialmente por debajo de varios pares de vainas imbricadas, y lleva  2 hojas, apicales, delgadas, bastante rígidas, en forma de cinta, aguda, conduplicada. Florece en el otoño y el invierno en una inflorescencia axilar, robusta, levemente comprimida, de 150 cm  de largo, erguida a  arqueada, paniculada, con pocas para muchas,  flores y que surge en un pseudobulbo recientemente madurado 30 cm  de largo, que se ramifica secundariamente con hasta siete ramas separadas con cada una con 4-8 flores.

## Distribución
Se encuentra en Colombia, Ecuador y Perú a elevaciones de 1.700 a 3.000 metros.  

## Taxonomía
Cyrtochilum flexuosum fue descrito por Kunth y publicado en Nova Genera et Species Plantarum (quarto ed.) 1: 350. 1816.
Etimología
Cyrtochilum: nombre genérico que deriva del griego y que se refiere al labelo curvado que es tan rígido que es casi imposible de enderezar.
flexuosum: epíteto latíno que significa "flexible".
Sinonimia
- Cyrtochilum cocciferum (Rchb.f. & Warsz.) Kraenzl.
- Cyrtochilum hartwegii (Lindl.) Kraenzl.
- Cyrtochilum hartwegii var. parviflorum (Rchb.f.) Kraenzl.
- Cyrtochilum trulla (Rchb.f. & Warsz.) Kraenzl.
- Oncidium cocciferum Rchb.f. & Warsz.
- Oncidium flexuosum (Kunth) Lindl.
- Oncidium hartwegii Lindl.
- Oncidium hartwegii var. parviflorum Rchb.f.
- Oncidium micranthum Skinner ex Lindl.
- Oncidium trulla Rchb.f. & Warsz.
- Trigonochilum cocciferum (Rchb.f. & Warsz.) Königer & Schildh.
- Trigonochilum flexuosum (Kunth) Königer & Schildh.
- Trigonochilum trulla (Rchb.f. & Warsz.) Königer & Schildh.[3][4]